# Aéroport de Chiloquin
Pour les articles homonymes, voir CHZ.
L’aéroport de Chiloquin (code IATA : CHZ) est situé à Chiloquin dans l'Oregon.